# Julián Camino
Julián Jose Camino (Maipú, 2 de maio de 1961) é um ex-futebolista profissional argentino que atuava como defensor.

## Carreira
Julián Camino se profissionalizou no Estudiantes de La Plata.

## Seleção
Julián Camino integrou a Seleção Argentina de Futebol na Copa América de 1983.